# Moinești
Moinești è un municipio della Romania di 23 863 abitanti, ubicato nel distretto di Bacău.

## Geografia ed economia
Moinești è situato a circa 41 km da Bacău, al centro di un territorio piuttosto ricco di risorse naturali: petrolio, carbone e acque minerali. In particolare lo sfruttamento dei giacimenti petroliferi ha origini molto antiche, in quanto la presenza di tale risorsa è attestata da documenti risalenti al XV secolo. Oggi le risorse energetiche sono in via di rapido esaurimento e l'amministrazione locale punta per il futuro allo sfruttamento sia industriale che turistico delle acque minerali: in particolare, nella zona del parco Bailor Moinești si trovano ben 10 diverse sorgenti di acque minerali che potrebbero far diventare la città un centro termale di buona importanza.

## Monumenti e luoghi d'interesse
All'entrata di Moinești sulla strada che proviene da Bacău, si trova un monumento eretto in onore del poeta e saggista Tristan Tzara e del Dadaismo; il monumento venne eretto in occasione del centenario della nascita del poeta, avvenuta proprio a Moinești il 16 aprile 1896.